# 마술학교
《마술학교》는 2017년 9월 11일부터 2017년 9월 29일까지 JTBC에서 방영된 웹드라마이다.

## 등장 인물
- 박진영 : 이나라 역
- 닉쿤 : 준 역 - 레지던트 의사
- 윤박 : 제이 역 - 마술사
- 강윤제 : 이성 역 - 천체물리학박사
- 신은수 : 한이슬 역 - 마술사 · 댄서 · 타로리더
- 박규영 : 우리 역 - 영화감독 지망생
- 남성준 : 김종만 역 - 마술사

### 특별출연
- 류승수 : 한선생 역 - 마술사
- 박주형 : 케이 역 - 제이의 형. 마술사
- 윤정수
- 류원
- 손건우
- 지숙
- 노을
- 김민수
- 정호철
- 윤효동

## 뮤직 비디오
| 연도 | Artist      | 제목                                              | 작품명            | 공급사   |
| ---- | ----------- | ------------------------------------------------- | ----------------- | -------- |
| 2017 | 마틴 스미스 | - 마틴스미스 〈내일의 날씨〉 (마술학교 OST) (M/V) | JTBC 《마술학교》 | 지니뮤직 |
| 2017 | 박민주      | - 박민주 〈열쇠〉 (마술학교 OST) (M/V)            | JTBC 《마술학교》 | 지니뮤직 |

## 촬영지
- 충북대학교
- 동작대교